# Freakdog
Pour plus de détails, voir Fiche technique et Distribution.
Freakdog (originellement titré Red Mist) est un film d'horreur irlandais réalisé par Paddy Breathnach et sorti en 2008.

## Distribution
- Arielle Kebbel : Catherine
- Sarah Carter : Kim
- Stephen Dillane : Dr. Harris
- Andrew Lee Potts : Kenneth
- Alex Wyndham : Jake
- Katie McGrath : Harriet
- Christina Chong : Yoshimi
- Martin Compston : Sean
- Michael Jibson : Steve
- MyAnna Buring : Shelby
- Colin Stinton : Detective Cartert
- Nick Hardin : Walt
- Michael J. Reynolds : Dr. Stegman
- Sarah Wilson : Vanessa
- Art Parkinson : Young Kenneth
- Bronagh Taggart : Kenneth's Mother
- Emmett J Scanlan : Stranger
- Derek Halligan : Pharmacist
- Mike Calo : Bleeding Student
- Sandra Ni Bhroin : Bleeding Student's Girlfriend
- Marcus Valentine : Paramedic 1
- Richard McFerran : Paramedic 2
- Logan Bruce : Dr. Shemp (non crédité)
- Megan O'Rawe-Toner : Little girl (non créditée)
- Robert Render : Hospital Porter (non crédité)